# Escitalopram
Escitalopram (INN), známý též pod obchodními značkami Cipralex, Esoprex, Elicea, Estan, Itakem, Lexapro a řadou dalších, je antidepresivum ze třídy selektivních inhibitorů zpětného vychytávání serotoninu (SSRI). V USA je schválen FDA pro léčbu dospělých s depresí nebo generalizovanou úzkostnou poruchou. Chemicky se jedná o S-enantiomer déle známého citalopramu (proto escitalopram). Escitalopram má vysokou selektivitu inhibice zpětného vychytávání serotoninu. Jeho vedlejší účinky jsou typické pro třídu SSRI.

## Indikace

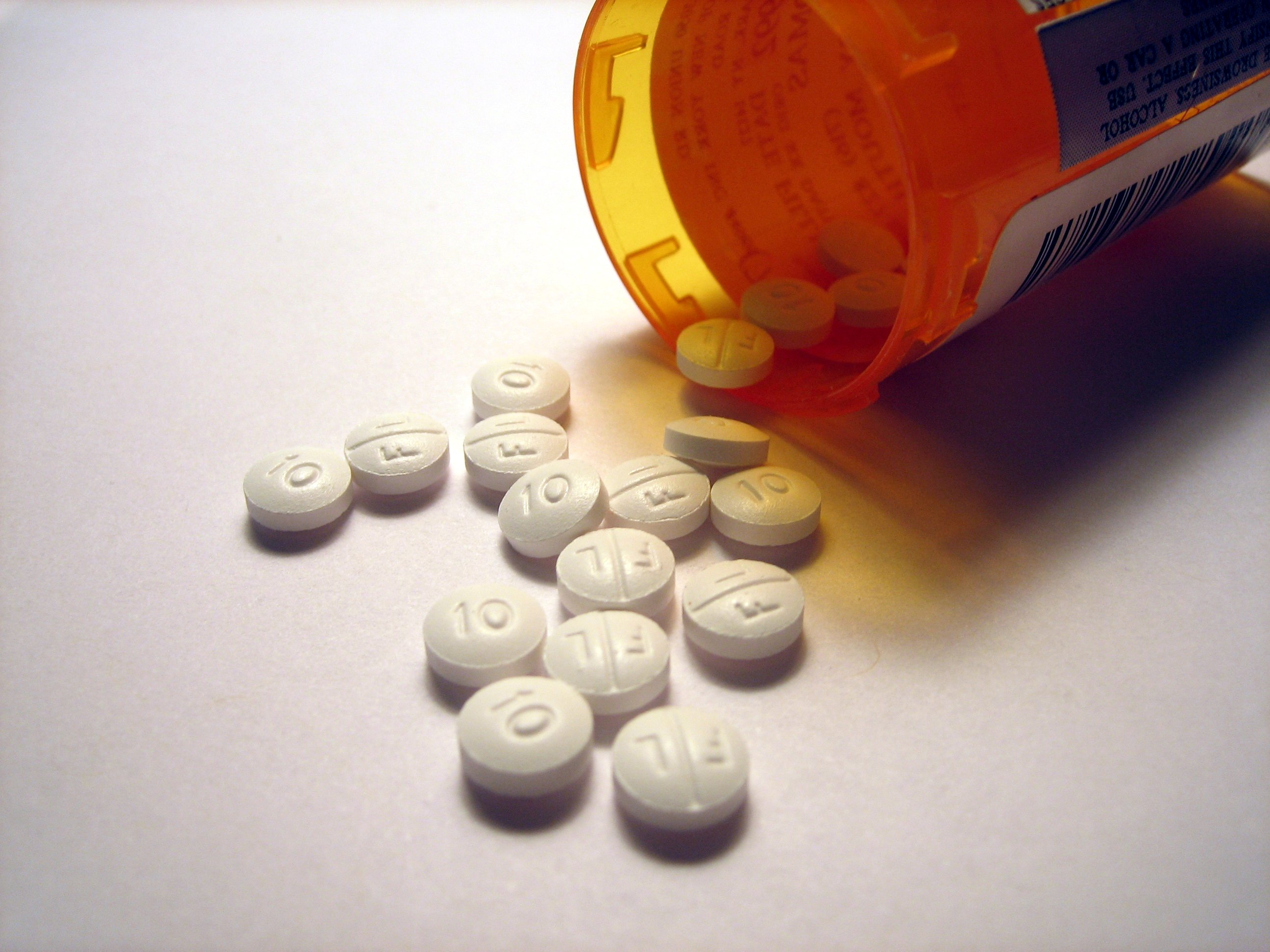
Escitalopram v tabletách (Lexapro)

Escitalopram se primárně používá pro léčbu deprese a generalizované úzkostné poruchy u dospělých. Databáze schvalujících úřadů ukazuje statisticky významné rozdíly upřednostňující escitalopram před jinými antidepresivy v akutní fázi léčby deprese. Analýza publikovaná v časopisu The Lancet zjistila, že escitalopram a sertralin mají ze všech antidepresiv druhé generace nejvyšší účinnost a akceptabilitu u dospělých pacientů léčených pro depresi.

## Vedlejší účinky
Profil nežádoucích vedlejších účinků escitalopramu je podobný jako u jiných SSRI. Například podle analýzy FDA mezi ně při nejvyšší schváleném dávkování patří nespavost (14 % vs. 4 % pro placebo), stažení zornic (15 % vs. 5 %), sucho v ústech (9 % vs. 3 % ), ospalost (9 % vs. 1 %), závratě (7 % vs. 2 %), pocení (8 % vs. 1 %), zácpa (6 % vs. 1 %), únava (6 % vs. 2 %) a žaludeční nevolnost (6 % vs. 1 %). Podobně jako jiné SSRI vykazuje escitalopram dopady na sexuální funkce a způsobuje například snížení libida, zpožděnou ejakulaci, genitální anestezii, a anorgasmii. Byť jsou tyto sexuální účinky obvykle reverzibilní a po vysazení ustanou, mohou někdy přetrvávat měsíce až roky po úplném ukončení léčby. Označuje se to jako post-SSRI sexuální dysfunkce. SSRI mohou zřídka způsobovat extrapyramidální vedlejší účinky, například motorický neklid, kvůli nepřímé inhibici dopaminu.